# Gonzalo Fernández de Córdoba y Cardona
Gonzalo Fernández de Córdoba y Cardona, furste av Maratra, född den 31 december 1585, död den 16 februari 1635, var en spansk general.
Fernández de Córdoba fick efter Spinola befäl i Pfalz, slog markgreven av Baden vid Wimpfen (1622) och, i förening med Tilly, Kristian av Braunschweig vid Höchst (samma år), varefter han vände sig till Nederländerna och ånyo besegrade Kristian, vid Fleurus (samma år). År 1623 blev han generalguvernör över Milano, och under mantuanska tronföljdskriget (1628-1631) intog han Monferrato, men förlorade kort därefter sitt ämbete, emedan han ansågs ha i förtid upphävt belägringen av Casale.